# Паспорт громадянина Люксембургу

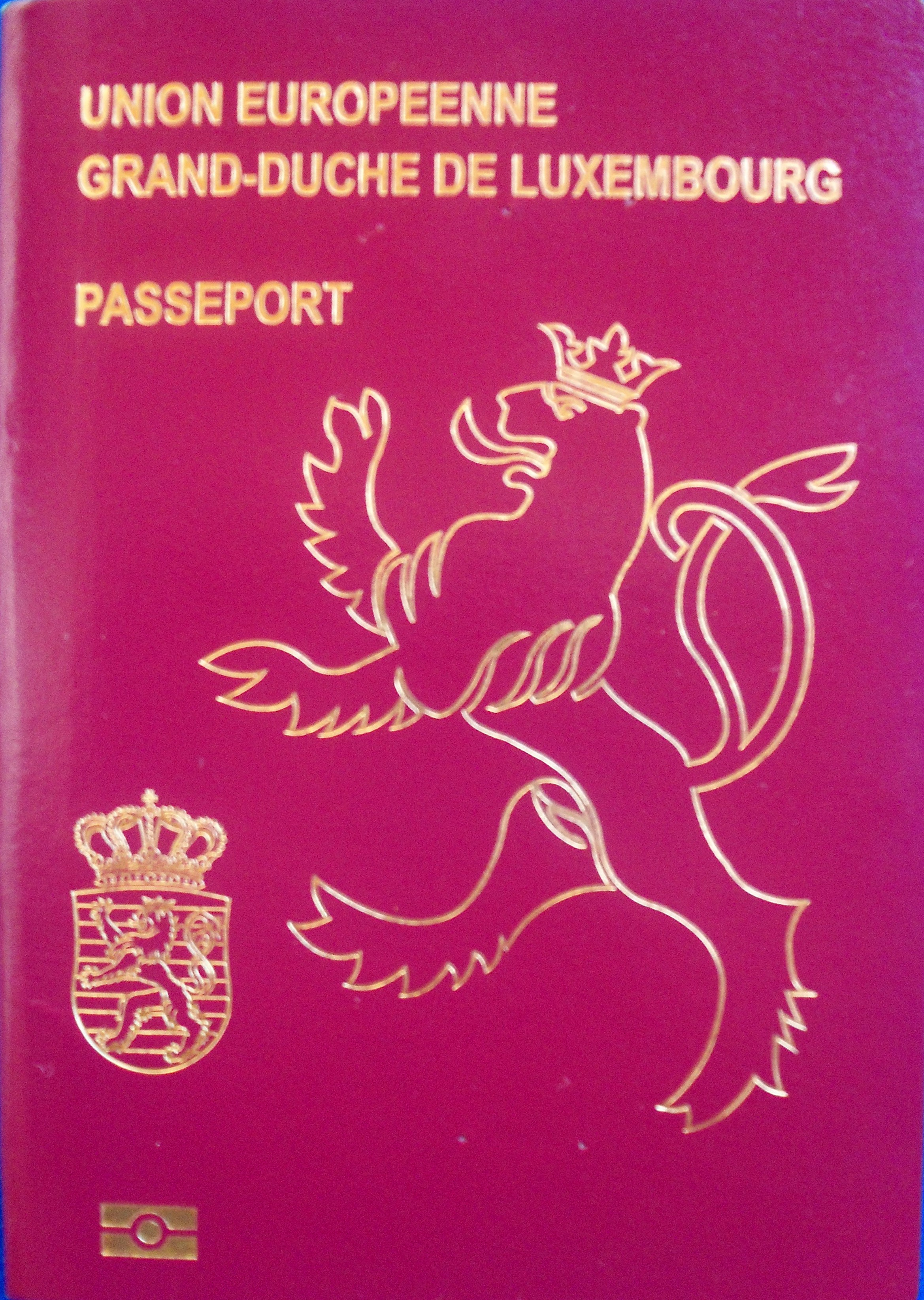
Обкладинка люксембурзького біометричного паспорту

Па́спорт громадяни́на Люксембургу — документ, що видається громадянам Люксембургу, для здійснення поїздок за кордон (за межі Європейського Союзу та Європейської економічної зони). Для здійснення поїздок в межах ЄС достатньо мати ідентифікаційну картку.
З 31 липня 2006 року видаються біометричні паспорти.